# 바흐무트 전투
바흐무트 전투(Battle of Bakhmut)는 2022년 러시아의 우크라이나 침공 중 2022년 8월 1일부터 현재까지 우크라이나 동남부 도네츠크 주의 도시인 바흐무트에서 벌어지고 있는 전투이다.

## 요약
2022년 침공 초기에는 러시아가 키이우를 포위, 함락하는 데 집중하면서 남부 전선은 상대적으로 중요성이 떨어졌지만 키이우 포위전투가 우크라이나의 승리로 끝나고 러시아가 주요 목표를 남부 돈바스 지역으로 변경하면서 남부 전선이 현재까지 주 전선의 모습을 보이고 있다. 2022년 말 우크라이나의 히르키우 및 헤르손 방면 역습 이후 바흐무트-솔레다르 전선 역시 그 중 하나로, 그 중에서도 바흐무트 전투는 8개월 이상 지속되며 우크라이나 전쟁에서도 가장 상징적인 전투 중 하나로 떠올랐다.

## 전투 양상

### 시가전
바흐무트 전투는 러시아군이 동측에서 차츰 바흐무트 시내로 진격하며 도시를 포위하는 방식으로 전개되고 있다. 2023년 4월 현재는 동부 시내까지 러시아군이 장악하였다는 정보가 보도되었다.
2023년 5월 1일 현재 러시아군은 매우 느리지만 꾸준하게 바흐무트 서부를 잠식하고 있다. 현재 약 3/4 정도가 러시아군 통제 하에 있는 것으로 파악되고 있다.
전투가 장기화된 이후에는 눈에 띄는 큰 이벤트 없이 소규모 구역을 처절하게 뺏고 뺏기는 전투가 벌어지고 있으며 자세한 세부 전황은 ISW 보고서에서 찾아볼 수 있다.
바그너 용병 그룹의 수장 예브게니 프리고진은 바흐무트 시내의 80% 이상을 장악했다고 말했다.
우크라이나는 방어측이 유리한 시가지에서 지연전을 펼치면서 러시아의 전력을 소모시키고 있는데, 나토 소식통은 우크라이나와 러시아의 사상자 비율이 1:5이며 우크라이나 안보부 장관인 올렉시 다닐로프는 그 비율이 1:7이라고 주장했다.

### 참호전
일반적으로 예상되던 현대전의 모습과는 달리 도리어 시가전과 제1차 세계대전의 참호전 양상을 보이고 있다. 양측의 군사적 우세가 뚜렷하지 않으면서 겨울의 강추위, 그리고 봄의 라스푸티차 등 기후적 영향이 더해진 결과라고 볼 수 있다.
링크를 비롯해 쏟아지는 수많은 보도들을 보면 수류탄까지 주고받는 거리에서 교전할 만큼 치열한 전투가 벌어지고 있다. 참호를 하나 하나 돌파해나가는 모습도 볼 수 있다. 유튜브를 비롯한 인터넷 등지에는 이런 영상들이 엄청나게 많이 올라오고 있다.
미디어가 전쟁을 실시간으로 보도하기 시작한 이라크 전쟁 이래 2023년에는 많은 군인들의 바디캠, 시민들이 스마트폰으로 직접 촬영해 SNS에 공유한 영상 등으로 전 세계가 인류 역사상 가장 생생하게 전쟁을 간접 체험하고 있다. 바흐무트는 특히 전투가 장기화되고 전에 없던 양상을 보여 관련 영상들이 무척 많이 올라왔으며, 앞으로도 그럴 것이다.

## 전략적 가치
전쟁 초기에는 바흐무트의 전략적 가치가 그렇게 크지 않았다. 그러나 점점 전선이 남쪽으로 집중되면서 주요 격전지 중 하나가 되었다. 바흐무트를 기점으로 크라마토르스크와 슬로뱐스크로 연결된 도로망이 시작되기 때문에, 이곳을 장악하면 도네츠크 전역을 침공하기 쉬워진다는 점이 양측에게 중요한 변수가 된 것이다.
2023년 3월 7일, 젤렌스키 대통령은 CNN과의 인터뷰에서 "러시아군이 바흐무트를 장악한다면 이후 더 멀리 진격할 수 있을 것"이라면서 "러시아군이 크라마토르스크, 슬로뱐스크로 갈 수 있으며 도네츠크의 다른 도시들로 향하는 길이 열리게 될 것이다. 이것이 우리 군이 바흐무트에 끝까지 남아있는 이유"라고 강조했다.
그러나 이런 전략적 가치에도 불구하고 이렇게나 양측이 사활을 걸고 맞설 곳은 아니라는 것이 대부분의 의견이다.

## 전망
러시아 바그너 용병 그룹 수장 예브게니 프리고진이 종전을 언급하기도 했다. 더 이상 얻을 것이 없으므로 현재까지 점령한 영토를 국경으로 확정짓고 전쟁을 종결하자는 것이다. 그러나 앞에서 말했듯이 양국의 전투 수행 의지는 충분하며, 그 상징성 때문에 전투는 어느 일방이 바흐무트를 완전히 점령하여 일차적으로 끝난다고 해도 전쟁이 끝나지 않는다면 다시 격전지로 떠오를 가능성이 충분하다. 더욱이 전선이 고착되었고 어느 쪽이 급격하게 전선을 타개할 능력이 없는 상황인지라 결국 전선에 위치한 바흐무트는 전쟁이 지속되는 한 전쟁의 손아귀에서 벗어나기 힘들 것이다.

## 같이 보기
- 2022년 러시아의 우크라이나 침공
- 솔레다르 전투
- 키이우 전투
- 하르키우 전투
- 헤르손 전투
- 볼로디미르 젤렌스키
- 블라디미르 푸틴
- 예브게니 프리고진
- 바그너 용병